# 가문난초속
가문난초속(--蘭草屬, 학명: Xerorchis 크세로르키스[*])은 석곡아과의 단형 족인 가문난초족(--蘭草族, 학명: Xerorchideae 크세로르키데아이[*])에 속하는 유일한 속이다. 속명인 "크세로르키스"는 고대 그리스어로 "마른, 건조한"을 뜻하는 "크세로스(ξηρός)"와 "고환"을 뜻하는 (그러나 이후 난초류 이름에 붙어 '난초'를 뜻하게 되기도 한) "오르키스(ὄρχις)"의 합성어이다. 가뭄에 강해 이와 같은 이름이 붙었다.

## 하위 분류
- 가문난초(X. amazonica Schltr.)
- X. trichorhiza (Kraenzl.) Garay